# Oxetocyon
Oxetocyon es un género extinto de mamífero carnívoro de la subfamilia Borophaginae que habitó en América del Norte desde hace 33,3—30,8 millones de años durante el Oligoceno. Oxetocyon existió durante aproximadamente 2,5 millones de años. Se conoce una sola especie, O. cuspidatus cuyos fósiles se han hallado en los estados de Nebraska y Dakota del Sur (Estados Unidos).

## Taxonomía
La dentadura de Oxetocyon indica una dieta hipercarnívora como el actual perro mapache y sugiere una relación con el borofagínido Otarocyon. Oxetocyon se distingue de Otarocyon por tener su propio juego de dientes especializados para una dieta omnívora, principalmente por la presencia de una hendidura que divide los molares superiores en una mitad anterior y otra posterior.

## Morfología
Se analizaron dos especímenes fósiles para estimar su masa corporal; el primero de ellos tenía un peso estimado de 1,04 kilogramos y el segundo 1,1 kg.